# Багатство і релігія

## Статистика

### США
З дослідження в США (побудованого на даних з 1985 по 1998), проведеного соціологинею Лізею Кейстер і оприлюдненого в часописі Сошіал Форсіс, видно, що юдеї і віряни єпіскопальної церкви накопичили найбільше статків, католики і основна гілка протестантизму були посередині, тоді як консервативні протестанти  накопичили найменше. Загалом, люди, які відвідували релігійні служби накопичили більше статків ніж ті, які ні (беручи до уваги відмінності в освіті та інші чинники). Кейстер припустила, що накопичення багатоства формується сімейними процесами. Згідно з дослідженням, середні чисті активи вірян юдаїзму обчислюються в 150 890 доларів США, тоді як середні дохід консервативних протестантів (включно з баптистами, свідками Єгови, адвентистами сьомого дня і вірянами християнської науки) був 26 200. Загальне середнє значення в наборі даних було 48 200.
Інше дослідження від 2012 року в США твердить, що 48% індуїстів мали дохід домогосподарства на рівні $100 000 або більше і 70% заробляли не менше $75 000 — найбільше серед усіх релігій у США. Причиною цього дослідники вважають вибіркову міграцію, наприклад, у 2011 році Індія отримала більше половини з усіх виданих H-1B віз. 
Згідно з дослідженням від 2014 року проведеним Pew Research Center, юдеї знов опинились на вершині фінансової успішності серед релігійних груп в США, тут 44% юдеїв проживали в домогосподарствах з прибутком у щонайменше $100 000, за ними йшли індуїсти (36%), віряни єпіскопальної церкви (35%) і пресвітеріанці (32%).